# Оппідо-Лукано
Оппідо-Лукано (італ. Oppido Lucano) — муніципалітет в Італії, у регіоні Базиліката,  провінція Потенца.
Оппідо-Лукано розташоване на відстані близько 320 км на південний схід від Рима, 22 км на північний схід від Потенци.
Населення — 3825 осіб (2014).
Щорічний фестиваль відбувається 13 червня. Покровитель — Sant'Antonio di Padova.

## Демографія
Населення за роками:

Станом на 1 січня 2023 року в муніципалітеті офіційно проживав 71 іноземець з 10 країн, серед них 30 громадян країн Євросоюзу та 6 громадян України.

## Сусідні муніципалітети
- Ачеренца
- Канчеллара
- Дженцано-ді-Луканія
- Ірсіна
- Тольве